# Anoplodera sexguttata
Anoplodera sexguttata — жук из семейства усачей и подсемейства Усачики.

## Описание
Жук длиной от 7 до 12 мм. Время лёта жука с мая по июнь.

## Распространение
Встречается в Европе, на Кавказе и в Северной Африке.

## Экология и местообитания
Жизненный цикл продолжается два-три года. Кормовыми растениями являются различные виды лиственных деревьев, в основном: дуб (Quercus), граб (Carpinus), бук (Fagus) и ольха (Alnus).